# Cantone di Neuville-de-Poitou
Il Cantone di Neuville-de-Poitou era una divisione amministrativa dell'arrondissement di Poitiers.
È stato soppresso a seguito della riforma complessiva dei cantoni del 2014, che è entrata in vigore con le elezioni dipartimentali del 2015.
Comprendeva i comuni di:
- Avanton
- Blaslay
- Chabournay
- Charrais
- Cheneché
- Cissé
- Marigny-Brizay
- Neuville-de-Poitou
- Vendeuvre-du-Poitou
- Villiers
- Yversay